# Tenczynek
Tenczynek è una frazione della Polonia nel voivodato della Piccola Polonia, situata 25 km a ovest di Cracovia, nel comune di Krzeszowice.
Nel 2008 contava 3.275 abitanti.
Dà il nome al "Parco paesaggistico di Tenczynek" (117,47 km2), istituito nel 1981.
L'economia è basata principalmente sull'agricoltura e l'industria conserviera.